# Omjerky
Omjerky es una pequeña isla cerca de Wad Hamid. La mayoría de las personas allí son agricultores, o bien se dedican a la cría de ganado y ovejas. Existe una escuela primaria, una clínica y una mezquita. En el pasado, Omjerky fue un puerto fluvial. Los barcos venían desde Jartum hacia el norte o desde Shendi hacia el sur. Allí se haya Khalwat Alfaki Salim, que fue fundada por Wad Fazari de la tribu Jaleen.